# Gelsenberg Benzin
Die Gelsenberg-Benzin AG, kurz Gelsenberg Benzin, war ein 1936 gegründetes Tochterunternehmen der Gelsenkirchener Bergwerks-AG mit Sitz in Gelsenkirchen-Horst. Die Gesellschaft stellte im Bergius-Pier-Verfahren während des Zweiten Weltkriegs synthetische Kraftstoffe aus Steinkohle her. 1948 erfolgte mit Wiederaufnahme der Produktion eine Umstellung auf die Verarbeitung von Erdöl. In der Folgezeit baute die Gesellschaft ihre Werksanlagen zur größten und modernsten Raffinerie Westdeutschlands aus. 1975 gelangte das Unternehmen unter das Dach der bundeseigenen Veba, die es 1978 zur Veba Oel AG umwandelte. 2002 übernahm die Deutsche BP AG die Veba Oel AG und gliederte die Raffinerie Horst in die BP Gelsenkirchen GmbH ein.

## Schreibweise
Die Schreibweise des Firmennamens ist in der Literatur unterschiedlich. Die Geschäftsbezeichnung gibt der Katalog der Deutschen Nationalbibliothek als „wahrscheinlich“ Gelsenberg Benzin AG (ohne Bindestrich) oder Gelsenberg-Benzin (Gelsenkirchen)  und Gelsenberg-Benzin-Aktiengesellschaft an. Im Reichsanzeiger sowie auf allen Aktien und Teilschuldverschreibungen der Gesellschaft ist als amtliche Firmierung Gelsenberg-Benzin AG aufgeführt. Auch alle Börsen- und Wirtschaftszeitungen sowie Fachjournalisten wie Franz Spausta oder Dietmar Petzina nutzten die offizielle Schreibweise.
Umgangssprachlich, insbesondere im Ruhrgebiet, wurde die Bezeichnung Gelsenberg Benzin verwendet. Kein Kumpel sagte, er arbeite auf einer Zeche der Gelsenkirchener Bergwerks-AG, sondern er arbeite „auf Gelsenberg“ – und Arbeitskräfte aus den Benzinwerken des Konzerns sagten zur Unterscheidung, sie „malochen auf Gelsenberg Benzin“. Unter anderem schaltete selbst das Unternehmen Anzeigen und Stellengesuche in verschiedenen Zeitungen als Gelsenberg Benzin AG, also ohne Bindestrich. In der Nachkriegszeit benutzten Autoren, Medien, Behörden und das Unternehmen ebenfalls verschiedene Schreibweisen.

## Gründung
Im Zuge der deutschen Autarkiebestrebungen nach dem Ersten Weltkrieg entwickelte auch der Ruhrbergbau in den 1920er-Jahren zahlreiche Verfahren der Kohleverflüssigung zur Betriebsreife. Eine herausragende Bedeutung besaß die Unabhängigkeit von Lieferungen aus dem Ausland durch die Produktion heimischer Ersatzstoffe. Angesichts nur geringer Erdölvorkommen in Deutschland galt das vor allem für Kraftstoffe. Diese sollten bereits in der Weimarer Republik bevorzugt aus Kohle erzeugt werden. Vor diesem Hintergrund begann 1926 die IG Farben in Mitteldeutschland mit der Produktion synthetischen Benzins aus Braunkohle, dem sogenannten Leuna-Benzin.
Ab Mitte der 1930er-Jahre waren die Verfahren der Kohleverflüssigung großtechnisch ausgereift, so dass sich auch im Ruhrgebiet nahezu alle großen Montanunternehmen dem neuen und lukrativen Geschäftsfeld zuwandten. Am 7. Juli 1936 gelang der Hibernia AG, ein Konkurrenzunternehmen der Gelsenkirchener Bergwerks-AG, im Hydrierwerk Scholven erstmalig die Herstellung von Benzin aus Steinkohlenteer, drei Wochen später dann aus Steinkohle. Nach dieser Pionierleistung gründete die Gelsenkirchener Bergwerks-AG am 18. Dezember 1936 mit Eintragung am 24. Dezember 1936 als Tochtergesellschaft die Gelsenberg-Benzin AG.
Formal handelte es sich jedoch um eine Gemeinschaftsgründung der:
- Vereinigte Stahlwerke AG (VSt), Düsseldorf
- Gelsenkirchener Bergwerks-AG, Essen
- August-Thyssen-Hütte AG, Duisburg-Hamborn
- Bochumer Verein für Bergbau und Gußstahlfabrikation, Bochum
- Hörder Bergwerks- und Hütten-Verein, Dortmund.[3]

Zu beachten hierbei ist, dass die Gelsenkirchener Bergwerks-AG Hauptaktionär der VSt war und als Muttergesellschaft der Gelsenberg-Benzin AG fungierte. Zunächst verfügte die neue Gesellschaft über ein Aktienkapital in Höhe von 1 Million Reichsmark (RM), welches zum 1. Februar 1937 auf 50 Millionen RM erhöht wurde. Alle Aktien lagen bei den Gründungsmitgliedern. Zur Finanzierung des projektierten Hydrierwerks gab das Unternehmen zeitgleich eine 5%ige Obligationsanleihe über 55 Millionen RM heraus.
Eine weitere Anleihe mit einem Zinssatz von 4½% wurde ab dem 1. Juni 1940 emittiert. Das Emissionsvolumen belief sich auf zusätzlich 75 Millionen RM. Bei einer Laufzeit von 20 Jahren übernahm die Vereinigte Stahlwerke AG eine selbstschuldnerische Bürgschaft.

## Gründungskontroversen
In der Literatur wird diskutiert, inwieweit die Gründungen von Hydrier- und Synthesewerken auf staatlichen Zwang zurückzuführen sind. Dies gilt insbesondere für die Gelsenberg-Benzin AG, wobei die ältere Literatur hier den Zwangscharakter hervorhebt. Jüngere Forschungsergebnisse legen hingegen nahe, dass die Entscheidung zum Bau der Anlage auf freiwilliger Basis getroffen wurde, wenngleich sie der Staat durch die Gewährung von Wirtschaftlichkeitsgarantien beeinflusst hatte. Auch bei anderen Projekten gibt es keine hinreichenden Belege für Zwang. Vielmehr zeigen mehrere Beispiele, dass staatliche Forderungen ohne erkennbare negative Konsequenzen abgelehnt werden konnten.
Unbestritten standen Autarkie und Aufrüstung im Zentrum der nationalsozialistischen Wirtschaftspolitik. Intensiv forschten Wirtschaftshistoriker, auf welchem Weg der Staat die gewünschten industriellen Kapazitäten errichtete. Studien zeigen, dass die Investitionstätigkeit in den betreffenden Branchen im Allgemeinen keineswegs auf staatlichem Zwang beruhte. Stattdessen erfolgten die Investitionen freiwillig aufgrund eines der privatwirtschaftlichen Rationalität entspringenden Profitinteresses. Dabei kalkulierten die Unternehmen mit ein, dass die spezifischen, durch die NS-Wirtschaftspolitik geschaffenen makroökonomischen Rahmenbedingungen – wie die staatlich induzierte Nachfrage, die Devisenbewirtschaftung oder der Krieg – nicht von Dauer sein würden.
Zudem bestehen in der Forschung Zweifel darüber, ob die Herstellung des Kohlebenzins tatsächlich unwirtschaftlich gewesen sei, wie insbesondere in der Nachkriegszeit von verschiedenen Akteuren wiederholt betont wurde. Unverkennbar war und ist synthetisches Benzin ein potenzieller Wettbewerber für Erdöl. Für international tätige Ölkonzerne stellte bereits in den Jahren 1927/28 das Leuna-Benzin ein wirtschaftlich nicht abzuschätzendes Risiko dar.
Im Schatten der „Sieben Schwestern“ stellten Lobbyisten in Fach- und Wirtschaftspublikationen das Hydrierbenzin und die Möglichkeiten der Erdölförderung in Deutschland als nicht konkurrenzfähig dar. So stützte sich beispielsweise die wirtschaftspolitische Fachzeitschrift Der Österreichische Volkswirt 1937 in umfangreichen Beiträgen zur Selbstversorgung Deutschlands mit Mineralölen rückhaltlos auf eine Ausarbeitung der Standard Oil of New Jersey, wonach die „Kosten der Gewinnung von Benzin aus Kohle durch Hydrierung sich um das Drei- bis Vierfache der Kosten des aus Rohöl in den Vereinigten Staaten gewonnenen Benzins bewegen.“ Die Studie wurde zuvor und nach dem Krieg mehrfach in Wirtschaftspublikationen zitiert. Kernaussage sollte sein: „Obwohl Kohle preisgünstiger ist als Erdöl, ist es nicht wirtschaftlich rentabel, auf diese Weise Treibstoff herzustellen.“ Aber genau diese Aussage traf für die Betreiber von Hydrierwerken zu keinem Zeitpunkt zu. Schon 1928 erzielte die IG Farben mit dem Leuna-Benzin Erlöse in Höhe von 6 Millionen RM und ein Jahr später 14 Millionen RM. Zu dieser Zeit wurden für die Produktion von 1 kg synthetischen Benzins 7 bis 8 kg Kohle benötigt. Durch ständige Forschung und Weiterentwicklung des Verfahrens ließen sich spätestens ab 1938 erhebliche Fortschritte erzielen. So konnten beispielsweise aus 17.000 Tonnen Koks im Wert von 237.916 RM 4093 Tonnen synthetische Produkte mit einem Erlös von 3.962.638 RM gewonnen werden.
Grundsätzlich scheinen alle deutschen Unternehmen die Autarkietendenzen begrüßt zu haben, da sie dadurch ihre Position gegenüber der ausländischen Mineralölindustrie signifikant stärken konnten.

## Kriegsproduktion
Als Standort für das zu errichtende Hydrierwerk bot sich ein 146 Hektar großes Gelände in Gelsenkirchen-Horst nordöstlich der unternehmenseigenen Zeche Nordstern 3/4 an, die seit 1925 stilllag und zur Versorgung des Werks wiedereröffnet wurde. Daher wurde insbesondere in der Anfangszeit die Anlage vereinzelt auch als Hydrierwerk Nordstern der Gelsenberg-Benzin AG bezeichnet.
Der Bau begann im März 1937 und dauerte zwei Jahre. Während dieser Zeit wurde die ursprünglich geplante Produktionskapazität des Werks mehrmals erhöht. Auf der Baustelle waren von Juni 1937 bis Juni 1939 rund 7000 Arbeitskräfte tätig. Am 1. August 1939 nahm das Werk die Produktion mit einer Kapazität von 250.000 Tonnen Treibstoffen pro Jahr auf. Mit Inbetriebnahme hatten sich die Baukosten auf 293.113.000 RM summiert, was heute inflationsbereinigt der Kaufkraft von 1.526.906.390 Euro entspricht. Bis Ende 1942 wurde die Leistung des Werks auf 340.000 Tonnen synthetisches Benzin und 100.000 Tonnen Treibgas (Butan, Propan) erweitert. Das Hydrierwerk der Gelsenberg-Benzin AG war damit das größte seiner Art im Ruhrgebiet und beschäftigte rund 5000 Festangestellte.
Für die Steinkohlenhydrierung kam das Bergius-Pier-Verfahren zur Anwendung. Die benötigten Kohle- und Koksmengen lieferten die Zechen der Muttergesellschaften. Trotz ihrer Verbundenheit hatten sich die Gründer infolge noch nicht ausgereifter Technik und unzureichender Garantiezusagen gegen das von der Ruhrchemie entwickelte Fischer-Tropsch-Verfahren entschieden. Insbesondere konnte zu dieser Zeit mit der Fischer-Tropsch-Synthese kein Flugbenzin hergestellt werden, was jedoch für Betreiber von Hydrierwerken von großem Interesse war. Die zunehmende Entwicklung, auch mit Blick auf die zivile Luftfahrt nach Kriegsende, eröffnete eine lukrative Geschäftsmöglichkeit, da die Herstellung von Flugbenzin deutlich höhere Erlöse versprach als die von Fahrbenzin oder Dieselkraftstoff. Zudem fiel bei der Herstellung von Flugbenzin ein hoher Anteil von Treibgasen an. Diese konnten separat vermarktet werden, was die Gewinnaussichten noch weiter erhöhte.
Nach Ausbruch des Zweiten Weltkriegs entwickelte sich im deutschen Einflussbereich die Gelsenberg-Benzin AG nach der Hydrierwerke Pölitz AG zum zweitgrößten Produzenten von Flugbenzin. So entfielen von insgesamt 181.000 Tonnen in deutschen Hydrierwerken im Mai 1944 hergestellten Flugbenzins 17,4 % auf die Gelsenberg-Benzin AG. In Summe entspricht das einer Monatsproduktion von rund 31.500 Tonnen, was bestätigt, dass Gelsenberg Benzin zu 100 % hochwertiges Flugbenzin produzierte und damit zu den wichtigsten Hydrierwerken im Deutschen Reich zählte. Hergestellt wurde:
- Flugzeug-Treibstoff B1 (70–80 ROZ)
- Flugzeug-Treibstoff B2 (87 ROZ Bibo)
- Flugzeug-Treibstoff B4 (87 ROZ Super)
- Flugzeug-Treibstoff C3 (100 ROZ)[21]

Die Gesellschaft verfügte über keine DHD-Anlagen und konnte zu dieser Zeit noch kein Isooctan liefern. Durch katalytisches Cracken gelang es dem Unternehmen jedoch, eine vergleichbare Qualität zu erreichen. Spezielle Destillierverfahren ermöglichten es zunächst, das hydrierte Kohlebenzin auf maximal 75 ROZ zu veredeln. Anschließend wurde die Leistungsfähigkeit durch die Zugabe eines Additivs (Bleitetraäthyl) auf 87 ROZ gesteigert. Der klopffestere C3-Treibstoff mit 100 ROZ konnte später durch weitere Zumischung von 30 % Kybol oder Additive wie organische Amine oder Toluidin hergestellt werden.
Aufgrund seiner Bedeutung war Gelsenberg Benzin bereits ab Herbst 1940 mehreren Luftangriffen der RAF ausgesetzt. Die Hydrieranlage selbst wurde jedoch bis zum Sommer 1944 geringfügig oder gar nicht beschädigt. Vereinzelte Bombenschäden an Gleisanlagen, Gasleitungen, Kühltürmen, Schachtanlagen oder Zwischentanklagern konnten innerhalb weniger Wochen, oftmals noch am selben Tag repariert werden.
Erst mit Beginn der Alliierten Luftoffensive auf die deutsche Treibstoffindustrie wurde das Werk am 13. Juni 1944 schwer getroffen. Der Erzeugungsausfall betrug 100 %. Zum Wiederaufbau erhielt die Gelsenberg-Benzin AG im Rahmen des Mineralölsicherungsplans Zwangsarbeiterinnen aus dem Konzentrationslagersystem zugewiesen. Als Außenlager des KZ Buchenwald wurde mit Ankunft der ersten Häftlinge am 4. Juli 1944 auf dem Gelände des Werks das sogenannte Gelsenberg-Lager eingerichtet. Die Aufräumarbeiten standen unter der Leitung der Organisation Todt. Das Aufsichtspersonal stellte die Waffen-SS.
Der Wiederaufbau wurde vor allem durch die alliierte Zerstörung der Straßen, Bahnanlagen, Strom-, Wasser- und Gasleitungen im eng bebauten Ruhrgebiet behindert. Am 11. September 1944 folgte ein weiterer Großangriff auf das Werk mit sehr vielen Toten, vor allem unter den Häftlingen (denen der Zutritt zu Schutzräumen und Splittergräben untersagt war). Die Hydrieranlagen waren danach irreparabel, sodass am 14. September 1944 das Gelsenberg-Lager aufgelöst und das Werk am 27. September 1944 offiziell stillgelegt wurde.
Unzerstörte Anlagen, Generatoren und andere Ausrüstungsgegenstände sollten zur U-Verlagerung nach Heggen gelangen. Dort entstand in einem Stollen unterhalb der Hohe Ley für die Gelsenberg-Benzin AG das Geheimobjekt Schwalbe IV. Baubeginn war der 1. November 1944. Die Zuständigkeit und Leitung oblag dem Rüstungskommando Dortmund und der Organisation Todt. Die Hydrieranlage war bei Baustopp Anfang April 1945 zu 20 % fertiggestellt.

## Nachkriegszeit
Nach der Besetzung durch US-amerikanische Truppen endete der Zweite Weltkrieg in Gelsenkirchen im April 1945. In den westlichen Besatzungszonen durften ehemalige Unternehmen der Rüstungsindustrie nicht produzieren. Eine Wiederaufnahme der Erzeugung oder die Umstellung auf Friedenswirtschaft erforderte die Genehmigung der Militärbehörden, die sogenannte permits ausstellten. Bis Januar 1946 wurde das große werkseigene Kraftwerk notdürftig instandgesetzt, sodass die Erzeugung von Strom für den öffentlichen Bedarf aufgenommen werden konnte. Für das Hydrierwerk blieb die Herstellung synthetischen Benzins aus Steinkohle verboten. Produziert werden konnten stattdessen synthetische Waschmittel, Paraffine, Propylalkohol, Stadt- und Ferngas. Am 24. Mai 1948 erhielt das Unternehmen die Erlaubnis, die Produktion von Benzin wieder aufzunehmen – aber nun mit dem Hydrieren von Erdölrückständen.
Nach umfangreichen Bauarbeiten gingen die ersten Anlagen im September 1948 in Betrieb. Zu dieser Zeit arbeiteten bereits wieder rund 4000 Menschen bei Gelsenberg Benzin. Die volle Produktion wurde Anfang März 1949 aufgenommen. Völlig überraschend verfügten die drei westalliierten Hochkommissare am 8. April 1949 die Demontage des gerade erst wieder aufgebauten Werks. Als schon wenige Tage später die Demontagearbeiten begannen, kam es zu Handgreiflichkeiten und Auseinandersetzungen zwischen Werksangehörigen und den Demontagetrupps. Unter der Belegschaft und in der Bevölkerung wuchsen Enttäuschung und Zorn. Am 31. Mai 1949 bildete sich ein gewaltiger Protestmarsch durch Gelsenkirchen, an dem sich Tausende Kumpel aus dem Ruhrgebiet, auch der Konkurrenz, sowie Politiker und Kirchenvertreter verschiedener Konfessionen beteiligten. An die Spitze des Zuges setzte sich spontan der katholische Pfarrer Wilhelm Wenker, der die aufgebrachte Menschenmenge mit einer emotionalen Rede auf dem Horster Fußballplatz beruhigte und als „Retter von Gelsenberg“ in die Stadtgeschichte einging.
Am 7. Juni 1949 marschierten Zehntausende Arbeiter zum Protest gegen die alliierten Demontagebefehle vor das Parlament von Nordrhein-Westfalen. Der mit anwesende Vorsitzende des Bonner Parlamentarischen Rates, Konrad Adenauer, unterstützte die Demonstranten und betonte in seiner Rede vor dem Ständehaus am Schwanenspiegel, dass die Demontagepolitik der Westmächte unhaltbar und es wirtschaftlicher Unsinn sei, „mit einer Hand zu geben und mit der anderen zu zerstören“.
Monatelang fanden im Umkreis von Gelsenkirchen Bittgottesdienste für die Erhaltung Tausender Arbeitsplätze statt. In überfüllten Kirchen wurde dafür gebetet, dass das Werk der Gelsenberg-Benzin AG von der Demontage verschont bleiben möge und dass „Gott die Machthaber so lenken möge, dass nicht durch eigennütziges und ungerechtes Handeln das Vertrauen zur Menschlichkeit zerstört werde“.
Tatsächlich liefen im Hintergrund andere, ganz profane Treffen ab: In dieser Zeit sprachen Vertreter der Socony Mobil Oil (heute ExxonMobil) bei Herbert Kauert, dem Generaldirektor der Gelsenberg-Benzin AG, vor und boten an, bei den Alliierten den Stopp der Demontage zu erwirken und eine neue Produktionserlaubnis zu beschaffen. Für ihre „Lobby-Dienste“ verlangten die US-amerikanischen Ölvertreter, dass Gelsenberg auf die Dauer von 30 Jahren
- das gesamte Rohöl für den Raffineriebetrieb ausschließlich bei der Socony Mobil Oil Company kaufen müsse,
- für das Öl die sogenannten posted prices zu zahlen habe.

Letzteres waren Listenpreise, nach denen unter anderem die Hälfte der Raffinerie-Gewinne an die deutsche Tochterfirma der Socony, die Mobil Oil AG in Hamburg, abgeführt werden musste. Herbert Kauert signierte den Vertrag am 8. Januar 1951. Am 15. Februar 1951 erhielt das Unternehmen von den Alliierten die endgültige Betriebserlaubnis.
Zeitgleich übernahm im Zuge der von den Alliierten geforderten Entflechtung der Vereinigte Stahlwerke AG die Gelsenkirchener Bergwerks-AG alle Aktien der Gelsenberg-Benzin AG. Das nominale Aktienkapital wurde auf 100 Millionen DM festgesetzt, was heute 335.813.453 Euro entspricht. Mit der Erzeugung von etwa 20 % des deutschen Benzin- und Dieselölbedarfs entwickelte sich Gelsenberg Benzin innerhalb von drei Jahren zu einem bedeutenden Faktor in der Versorgung Westdeutschlands mit Treibstoff. 1954 belief sich die werkseigene Belegschaft auf rund 3200 Arbeiter und Angestellte.
1955 avancierte Gelsenberg zum größten westdeutschen Treibstoffproduzenten. Das Rohöl wurde anfangs in Kesselwagen angeliefert. Ab 1958 beteiligte sich das Unternehmen unter anderem am Bau und Betrieb der Südeuropäischen Pipeline (SEPL). Am 27. Januar 1962 gründete die Gelsenberg-Benzin AG gemeinsam mit der Mobil Oil AG in Neustadt an der Donau die Erdölraffinerie Neustadt GmbH. Ebenfalls als Joint Venture stellten die beiden Gesellschaften im Dezember 1961 und Juni 1962 die damals größten deutschen Tanker unter den Namen Egmont und Tasso in Dienst.
Die Produktionskapazität der Raffinerie in Gelsenkirchen-Horst betrug ab Beginn der 1960er-Jahre 7.000.000 tpa. Damit war die Raffinerie Horst die größte in der Bundesrepublik. Ab 1963 beteiligte sich das Unternehmen zusammen mit der Mobil Oil an der Erdölförderung in Libyen. Hierfür investierte Gelsenberg Benzin 400 Millionen DM in drei Ölfelder in der Region Sirte. Die Förderung belief sich für Gelsenberg auf täglich 28.500 Tonnen Öl, die über eigene Pipelines zu einem unternehmenseigenen Terminal im Hafen Ras Lanuf gelangten. Zudem erwarb die Gelsenberg-Benzin AG in der Bundesrepublik eine Beteiligung in Höhe von 48 % an dem Aral-Tankstellennetz.

## Zerfall
Der Erfolg erweckte den Eindruck, dass Westdeutschlands größter Energie-Konzern, die Gelsenkirchener Bergwerks-AG, mit seiner Tochtergesellschaft, der Gelsenberg-Benzin AG, zu den mächtigsten und profitabelsten Globalplayern der Mineralölindustrie zählte. Das Unternehmen verzeichnete jedoch bereits seit 1958 jährlich einen Verlust von 60 Millionen DM und führte ab 1962 Sanierungsgespräche mit Bundesbehörden. Der Grund dafür war der 1951 in der Not geschlossene Knebelvertrag mit der Socony Mobil Oil, die ab 1966 als Mobil Oil Corporation firmierte.
Während beim Vertragsabschluss die vereinbarten Listenpreise und der Weltmarktpreis gleich hoch waren, fielen ab 1958 die Preise auf dem Weltmarkt rapide. Bei einem freien Einkauf kostete Öl aus dem Persischen Golf zwischen 45 und 48 DM je Tonne, Gelsenberg Benzin musste hingegen vertragsgemäß 58 DM bzw. jeweils rund 25 % über dem Weltmarktpreis zahlen. Bis zum Ende der vorgesehenen Laufzeit im Jahr 1981 ergab sich damit für Gelsenberg rein rechnerisch ein Gesamtverlust von über einer Milliarde DM. Die US-amerikanischen Vertreter der Mobil Oil pochten auf Einhaltung des Vertrags und waren nur zu einer Änderung bereit, wenn Gelsenberg die Raffinerie in Horst an die Mobil Oil verkauft.
Dazu waren weder das Unternehmen, noch die Banken oder das Bundeskartellamt und auch nicht die Bundesregierung bereit. Die Kontrolle über Gelsenberg Benzin war entscheidend, weil diese Firma die größte deutsche Raffinerie sowie als einziges deutsches Unternehmen größere Ölquellen und außerdem eine wesentliche Beteiligung an dem Aral-Tankstellennetz besaß. Tenor aller deutschen Beteiligten war: „Wenn ein ausländischer Konzern die Gelsenberg-Mehrheit erwirbt, brauchen wir über ein deutsches Erdölunternehmen nicht einmal mehr nachzudenken.“ Damals verfolgte die Bundesregierung das Ziel, einen Teil des deutschen Ölmarktes frei von Einflüssen von außen zu halten.
Vor diesem Hintergrund erklärte sich die RWE am 3. Februar 1969 bereit, die wesentlichen Gelsenberg-Aktienanteile zu übernehmen. Nach der Übernahme verbesserte sich die finanzielle Situation nicht, sodass der Bund im Dezember 1973 die Anteile der RWE übernahm und Ende 1974 an die bundeseigene VEBA übertrug. Diese gliederte 1975 den Mineralöl- und Chemiebereich der Gelsenberg AG in ihr Tochterunternehmen, die Veba Chemie AG, ein, womit die Eigenständigkeit von Gelsenberg Benzin endgültig endete.
Mit der Eingliederung schloss die Veba die Raffinerie Horst und die Raffinerie Scholven zu einem Produktionsverbund zusammen. 1978 folgte die Umbenennung der Veba Chemie AG in Veba Oel AG. 2002 übernahm die Deutsche BP AG die Veba Oel AG und gliederte beide Raffinerien in die BP Gelsenkirchen GmbH ein.